# Son of a Gun (EP)
Son of a Gun è l'EP di debutto della alternative rock band scozzese The Vaselines.
Son of a Gun, la canzone di questo EP è stata reinterpretata dai Nirvana, insieme al brano Molly's Lips, nel loro album Incesticide.

## Tracce
1. Son of a Gun
2. Rory Rides Me Raw
3. You Think You're a Man (cover di Divine)